# Терзіїте
Терзі́їте (болг. Терзиите) — село у Великотирновській області Болгарії. Входить до складу общини Велико-Тирново.

## Населення
За даними перепису населення 2011 року у селі проживали 4 особи, з них 3 особи (75,0%) — болгари.
Розподіл населення за віком у 2011 році:
Динаміка населення: